# Юниорская сборная Финляндии по хоккею с шайбой
Юниорская сборная Финляндии по хоккею с шайбой (фин. Suomen alle 18-vuotiaiden jääkiekkomaajoukkue, швед. Finlands U18-herrjuniorlandslag i ishockey) — национальная мужская юношеская хоккейная команда, представляющая Финляндию на юниорских международных турнирах. Сборная была впервые созвана в феврале-марте 1967 года для участия в неофициальном юниорском чемпионате Европы по хоккею 1967, проходившем в Ярославле.

## История

### 1960–1970-е годы
Впервые юниорская национальная сборная Финляндии была собрана в феврале-марте 1967 года для участия в неофициальном ЮЧЕ по хоккею с шайбой в возрастной категории до 19 лет, проходившем в Ярославле. Первая игра в истории юниорской сборной Финляндии состоялась 15 марта 1967 года в матче против юниорской сборной ГДР в рамках группового раунда неофициального ЮЧЕ, и завершилась разгромной победой финнов со счётом 10:1. Остальные матчи в групповом раунде, финны также выиграли — обыграв юниорские сборные Чехословакии (6:4) и Румынии (14:1), таким образом выйдя из своей группы с первого места.  В рамках финального группового раунда, первый матч юниорская национальная сборная Финляндии не играла, поскольку результат в матче со сборной Чехословакии на предварительном групповом этапе, был засчитан в статистику финального группового раунда как бы автоматически. Второй матч финального группового раунда, Финляндия сыграла вничью с юниорской сборной Швеции (6:6). А решающий третий матч, и по сути финальный, уступила юниорской сборной СССР со счётом 2:0. Таким образом, заняв на турнире второе место и выиграв серебряные медали неофициального ЮЧЕ, при равенстве очков со шведами (по 3 очка у обеих команд), и опередив их по показателям статистики всего лишь на одну заброшенную шайбу больше. В период 1968-1973 годов, уже в рамках официальных юниорских Чемпионатов Европы, юниорская сборная Финляндии постоянно выходила в финальный групповой раунд, но постоянно занимала только 4-е места.
Первые призовые места на официальных юниорских чемпионатах Европы до 19 лет, завоевали только в середине 1970-х годов. На чемпионатах Европы среди юношей до 19 лет, команда дважды завоевала бронзовые медали: в 1974 году на турнире в Швейцарии и в 1976 году на турнире в Чехословакии. В 1974 году, в состав команды входили: Илкка Алатало, Кари Элоранта, Матти Форсс, Матти Хагман, Ханну Хеландер, Ярмо Хеллфорс, Пертти Ярвенпяя, Ари Канкаанперя, Антеро Кивеля, Кейо Кивеля, Яри Лайхо, Маркус Маттссон, Ханну Ниеми, Йоуни Пелтонен, Ханну Райттинен, Йоуни Ринне, Ярмо Толванен и Ауво Вяянянен. В 1976 году, помимо Матти Форсса и Маркуса Маттссона, в состав команды входили: Юкка Хирсимяки, Раймо Хирвонен, Ярмо Хухтала, Юха Йюрккиё, Кари Ярвинен, Эркки Лайне, Юкка Лаукканен, Ярмо Лилиус, Ари Мякинен, Харри Никандер, Юкка Пейтсома, Харри Пёйхия, Мика Райяла, Рейо Руотсалайнен, Ристо Силтанен, Раули Сольман, Томи Таймио и Пертти Ваэльма.
Финляндия сыграла свой первый международный матч против Швеции на чемпионате Европы по хоккею с шайбой в 1977 году в возрастной категории до 18 лет, проиграв с разгромным счётом 8:1. В 1978 году юниорская команда завоевала свою первую европейскую золотую медаль в истории, победив сборную СССР в финальном матче домашнего чемпионата Европы среди юношей до 18 лет, автором победной шайбы является будущая звезда финского хоккея — Яри Курри. Финальный матч чемпионата Европы по хоккею с шайбой 1978 года был сыгран в понедельник днём. Финальный матч в Ледовом дворце «Хельсинки» собрал аншлаг, абсолютно все билеты были распроданы, а это значит, что на нем присутствовало 7604 зрителя с оплаченными билетами. Кроме того, на финальной игре присутствовали примерно 1-2 тысячи человек с бесплатными билетами, другие команды турнира и пресса. По ходу матча, сборная СССР первая открыла счёт в матче и к концу третьего периода вела в счёте 3:2. Авторами шайб у финнов были Яри Курри и Юсси Лепистё. В середине третьего периода Юха Хуикари забрасывает шайбу, сравнивая счёт — 3:3. Во время первого овертайма, советская команда дважды выходила вперёд, но благодаря великолепной игре, сборной Финляндии дважды удавалось сравнять счёт: сначала голом отметился Мика Лайне, а затем своим вторым голом отметился Юха Хуикари (5:5). Что примечательно, всего за 1 минуту 43 секунды до окончания финального матча, сборная Советского Союза вышла вперёд со счётом 5:4, в результате чего часть зрителей начала покидать ледовый дворец. Поначалу, в первом овертайме команда не применяла тактику «мгновенной смерти». Но за 11 секунд до окончания матча вторая шайба Хуикари в матче вновь сравнивает счёт, и матч переходит во второй овертайм. Затем матч перешел во второй овертайм, где и была применена тактика «мгновенной смерти». Во втором овертайме, защитник Тимо Блумквист бросил шайбу от синей линии зоны нападения в сторону советского вратаря Дмитрия Сапрыкина, и Яри Курри рикошетом от клюшки вратаря переправил свою вторую шайбу в ворота на 81 минуте второго дополнительного времени матча, когда с начала второго овертайма было сыграно всего 1 минута 42 секунды (5:6). Вратарь Дмитрий Сапрыкин после рикошета получил шайбу перед собой, и каким-то образом шайба закатилась в ворота, в то время как добивание и золотой гол Яри Курри принёс историческое первое золото юниорского Чемпионата Европы. Яри Курри и Ярмо Мякитало набрали большое количество игровых минут в этом продолжительном финальном матче. Мякитало стал лучшим бомбардиром в составе сборной Финляндии на этом турнире, набрав 11 (4+7) очков, а Курри стал лучшим нападающим и снайпером турнира. Он забросил шесть шайб в четырёх матчах. Победа Финляндии над Советским Союзом стала первым значительным шагом Финляндии на пути к тому, чтобы стать великой хоккейной страной.
На групповом этапе ЮЧЕ-1979 в Польше, сборная Финляндии проиграла сборной Чехословакии (1:5) и обыграла сборные Италии (28:0) и Польши (2:5), таким образом выйдя из своей группы со второго места. В рамках финального группового раунда, первый матч юниорская национальная сборная Финляндии не играла, поскольку результат в матче со сборной Чехословакии на предварительном групповом этапе, был засчитан в статистику финального группового раунда как бы автоматически. Второй матч финального группового раунда, Финляндия обыграла юниорскую сборную СССР (1:3). А в решающем третьем матче, разгромно победила юниорскую сборную Швеции со счётом 8:0. Таким образом, во второй раз выиграв серебряные медали ЮЧЕ. Нападающий Йосе Пеккала стал лучшим бомбардиром турнира набрав 13 (2+11) очков, в то время как защитник Тимо Блумквист был признан лучшим защитником.

### 1980–1990-е годы
На групповом этапе ЮЧЕ-1983 в Норвегии, юниорская сборная Финляндии вышла из группы с первого места, обыграв всех своих соперников, сборные Швейцарии (10:0), Норвегии (12:1) и Швеции (3:4), таким образом уверенно выйдя из своей группы с первого места. В рамках финального группового раунда, первый матч юниорская национальная сборная Финляндии не играла, поскольку результат в матче со сборной Швеции на предварительном групповом этапе, был засчитан в статистику финального группового раунда как бы автоматически. Второй матч финального группового раунда, Финляндия обыграла юниорскую сборную Чехословакии (3:1). А в решающем третьем матче, проиграла юниорской сборной СССР (5:1). Таким образом, во третий раз в истории выиграв серебряные медали ЮЧЕ. По итогам турнира, финский вратарь Ярмо Мюллюс был признан лучшим вратарём. Юниорский чемпионат Европы 1986 года проходил в Западной Германии. На групповом этапе, юниорская сборная Финляндии вышла из группы с первого места, очень уверенно обыграв всех своих соперников, сборные Норвегии (4:13), Румынии (1:18) и Швеции (6:0). В рамках финального группового раунда, первый матч юниорская национальная сборная Финляндии не играла, поскольку результат в матче со сборной Швеции на предварительном групповом этапе, был засчитан в статистику финального группового раунда как бы автоматически. Второй матч финального группового раунда, Финляндия довольно уверенно обыграла юниорскую сборную СССР (10:5). А в решающем третьем матче, сыграла вничью с юниорской сборной Чехословакии (4:4). По итогам финального группового раунда, юниорская сборная Финляндии набрав 5 очков в группе, завоевала историческое второе золото юниорского Чемпионата Европы. Финский нападающий Теро Тойвола стал лучшим бомбардиром турнира набрав 17 (6+11) очков, в то время как защитник Кари Харила был признан лучшим защитником. Многие из финских игроков, выигравших чемпионат, в следующем году выиграли чемпионат мира среди юношей до 20 лет в Чехословакии.
Юниорский чемпионат Европы 1988 года проходил в Чехословакии. На групповом этапе, юниорская сборная Финляндии вышла из группы с первого места, очень уверенно обыграв всех своих соперников, сборные Швейцарии (11:1), Румынии (18:0) и Швеции (3:7). В рамках финального группового раунда, юниорская сборная Финляндии: выиграла у сборной Норвегии (7:1), проиграла хозяйке турнира сборной Чехословакии (5:3) и также выиграла у сборной СССР (3:2). По итогам финального группового раунда, юниорская сборная Финляндии набрав 8 очков в группе, завоевала четвёртые серебряные медали ЮЧЕ в истории. Финский нападающий Теэму Селянне стал лучшим бомбардиром турнира набрав 16 (7+9) очков, в то время как Петри Аалтонен был признан лучшим нападающим и Хенри Эскелинен был признан лучшим вратарём. На групповом этапе ЮЧЕ-1989 в СССР, юниорская сборная Финляндии вышла из группы со второго места, обыграв почти всех своих соперников, сборные Румынии (8:0), Швейцарии (17:0) и уступила хозяйке турнира — сборной СССР (4:2). В рамках финального группового раунда, юниорская сборная Финляндии: сыграла вничью со сборной Швеции (5:5), проиграла сборной Чехословакии (4:3) и выиграла у сборной ФРГ (15:1). Таким образом, в третий раз выиграв бронзовые медали ЮЧЕ в истории. По итогам турнира, нападающий Веса Вийтакоски стал лучшим бомбардиром в составе сборной Финляндии на этом турнире, набрав 15 (8+7) очков. Юниорский чемпионат Европы 1991 года проходил в Чехословакии. На групповом этапе, юниорская сборная Финляндии вышла из группы с первого места, уверенно обыграв всех своих соперников, сборные Норвегии (14:0), Франции (8:0) и Швеции (2:5) В рамках финального группового раунда, юниорская сборная Финляндии: выиграла у сборной Германии (15:0), а также проиграла сборной СССР (5:4) и хозяйке турнира сборной Чехословакии (8:1). Таким образом, по итогам финального группового раунда юниорская сборная Финляндии набрав 6 очков в группе, завоевала четвёртые бронзовые медали ЮЧЕ. Финские нападающие Паси Саарела, Сами Капанен и Микко Луови стали лучшими бомбардирами в составе сборной Финляндии, каждый из которых набрал по 10 очков.
На групповом этапе ЮЧЕ-1995 в Германии, юниорская сборная Финляндии вышла из группы со второго места, обыграв почти всех своих соперников, сборные Швейцарии (6:1), Беларуси (7:2) и уступила Швеции (3:2). В рамках финального группового раунда, юниорская сборная Финляндии: выиграла у хозяйке турнира сборной Германии (3:5) и у сборной России (2:4). Таким образом, в третий раз выиграв золото ЮЧЕ в истории. По итогам турнира, нападающий Микко Маркканен стал лучшим бомбардиром в составе сборной Финляндии на этом турнире, набрав 7 (3+4) очков, в то время как защитник Яако Нискаваара был признан лучшим защитником. Юниорский чемпионат Европы 1996 года проходил в России. На групповом этапе, юниорская сборная Финляндии вышла из группы с первого места, очень уверенно обыграв всех своих соперников, сборные Словакии (5:3), Чехии (2:0) и сыграла вничью со сборной России (3:3). В рамках финального группового раунда, юниорская сборная Финляндии: выиграла у сборной Швейцарии (4:3) и у сборной Швеции (3:0). Таким образом, по итогам финального группового раунда юниорская сборная Финляндии набрав 5 очков в группе, уступив хозяйке турнира сборной России по показателям на шесть шайб меньше, завоевала пятые серебряные медали ЮЧЕ. Финские нападающие Олли Йокинен и Паси Петриляйнен стали лучшими бомбардирами в составе сборной Финляндии, набравшие по 7 очков. На групповом этапе ЮЧЕ-1997 в Чехии, юниорская сборная Финляндии вышла из группы со второго места, обыграв почти всех своих соперников, сборные Словакии (5:0), Германии (3:0) и сыграла вничью со сборной Швеции (3:3). В рамках финального группового раунда, юниорская сборная Финляндии: выиграла у сборной России (4:2), у хозяйки турнира сборной Чехии (3:5) и уверенно разгромила сборную Швейцарии (1:8). Таким образом, в четвёртый раз выиграв золото ЮЧЕ в истории. По итогам турнира, нападающий Марко Кауппинен стал лучшим бомбардиром турнира набрав набрав 9 (5+4) очков, в то время как вратарь Мика Норонен был признан лучшим вратарём. Юниорский чемпионат Европы 1998 года проходил в Швеции. На групповом этапе, юниорская сборная Финляндии вышла из группы со второго места, обыграв почти всех своих соперников, сборные Норвегии (8:0), Чехии (2:7) и уступила России (1:4). В рамках финального группового раунда, юниорская сборная Финляндии: выиграла у сборной Словакии (4:2), сыграла вничью хозяйкой турнира сборной Швеции (2:2) и обыграла сборную Швейцарии (3:2). Таким образом, по итогам финального группового раунда юниорская сборная Финляндии набрав 6 очков в группе, уступив хозяйке турнира сборной Швеции по показателям на пять шайб меньше, завоевала шестые серебряные медали ЮЧЕ. Финские нападающие Томми Ханнус и Марко Ахосилта стали лучшими бомбардирами в составе сборной Финляндии, каждый из которых набрал по 7 очков. Вратарь Кристиан Антила был признан лучшим вратарём, в то время как защитник Микко Йокела был признан лучшим защитником. Кристиан Антила, Микко Йокела и Марко Ахосилта попали в сборную всех звёзд турнира.
Первый в истории Юниорский чемпионат мира 1999 года проходил в Германии. На групповом этапе ЮЧМ-1999 в Германии, юниорская сборная Финляндии вышла из группы с первого места, уверенно обыграв всех своих соперников, сборные Словакии (2:3), США (0:5), России (3:1) и Норвегии (10:2). В рамках финального группового раунда, юниорская сборная Финляндии: выиграла у сборной Чехии (3:1), уступила сборной Швейцарии (1:6) и сыграла вничью со сборную Швеции (2:2). Таким образом, в первый раз выиграв золото ЮЧМ в истории. По итогам турнира, нападающий Микко Хюутия стал лучшим бомбардиром в составе сборной Финляндии набрав 7 (4+3) очков, в то время как вратарь Ари Ахонен был признан лучшим вратарём. Также Ари Ахонен и Микко Хюутия попали в символическую сборную Чемпионата мира.

### 2000–2010-е годы
Юниорский чемпионат мира 2000 года проходил в Швейцарии. На групповом этапе, юниорская сборная Финляндии вышла из группы со второго места, обыграв почти всех своих соперников, сборные Словакии (1:3), США (2:3), Беларуси (11:1) и уступила сборной России (2:5). В рамках финального группового раунда, именно с этого года ввелась система плей-офф. В рамках плей-офф, на стадии 1/4 финала юниорская сборная Финляндии уверенно обыграла сборную Чехии (3:0), на стадии 1/2 финала уверенно обыграла сборную Швеции (4:2) и в финале уверенно обыграла сборную России (3:1), таким образом взяв реванш за поражение на групповом этапе. По итогам чемпионата юниорская сборная Финляндии, во второй раз подряд и во второй раз в истории выиграв золото ЮЧМ. Финский нападающий Туомо Рууту стал лучшим бомбардиром в составе сборной Финляндии, набрав по итогам турнира 8 (6+2) очков, в то время как вратарь Кари Лехтонен был признан лучшим вратарём. Вратарь Кари Лехтонен и защитник Терро Мяяття попали в символическую сборную Чемпионата мира.

## Текущий состав
Состав юниорской национальной сборной на юниорский чемпионат мира 2024 года.
| Номер | Имя                   | Позиция    | Рост, см | Вес, кг | Дата рождения            | Клуб         |
| ----- | --------------------- | ---------- | -------- | ------- | ------------------------ | ------------ |
| 1     | Петтери Римпинен      | Вратарь    | 182      | 80      | 25 апреля 2006 (19 лет)  | Киекко-Эспоо |
| 2     | Онни Амханди          | Защитник   | 188      | 93      | 17 января 2006 (19 лет)  | Пеликанс     |
| 3     | Даниэль Ниеминен      | Защитник   | 182      | 80      | 1 марта 2006 (19 лет)    | Пеликанс     |
| 4     | Митя Йокинен          | Защитник   | 180      | 76      | 1 марта 2006 (19 лет)    | ТПС          |
| 7     | Вейкка Мононен        | Защитник   | 181      | 76      | 30 апреля 2006 (19 лет)  | КалПа        |
| 10    | Веэти Вяйсянен (А)    | Защитник   | 183      | 81      | 15 февраля 2006 (19 лет) | КооКоо       |
| 12    | Арон Кивихарью (К)    | Защитник   | 178      | 78      | 25 января 2006 (19 лет)  | ХИФК         |
| 15    | Никлас Нюкюри         | Защитник   | 187      | 86      | 26 января 2006 (19 лет)  | ХИФК         |
| 19    | Конста Хелениус       | Нападающий | 180      | 82      | 11 мая 2006 (19 лет)     | Юкурит       |
| 21    | Натан Тесхоме         | Нападающий | 181      | 73      | 9 июня 2006 (18 лет)     | Йокерит      |
| 22    | Антон Кеттунен        | Нападающий | 188      | 77      | 2 августа 2006 (18 лет)  | Пеликанс     |
| 23    | Вилле Вяяряля         | Нападающий | 185      | 84      | 17 февраля 2006 (19 лет) | Таппара      |
| 24    | Йоона Саарелайнен (А) | Нападающий | 176      | 80      | 4 апреля 2006 (19 лет)   | КалПа        |
| 27    | Аатос Койву           | Нападающий | 185      | 74      | 22 июня 2006 (18 лет)    | ТПС          |
| 28    | Лаури Синивуори       | Нападающий | 184      | 75      | 28 апреля 2006 (19 лет)  | ХИФК         |
| 29    | Каспер Пиккарайнен    | Нападающий | 188      | 86      | 7 августа 2006 (18 лет)  | ТПС          |
| 30    | Ким Сааринен          | Вратарь    | 193      | 82      | 22 июля 2006 (18 лет)    | ХПК          |
| 31    | Патрик Керкола        | Вратарь    | 186      | 82      | 29 марта 2007 (18 лет)   | КалПа        |
| 32    | Эмиль Хемминг         | Нападающий | 187      | 89      | 27 июня 2006 (18 лет)    | ТПС          |
| 33    | Туомас Суониеми       | Нападающий | 179      | 73      | 16 апреля 2006 (19 лет)  | Киекко-Эспоо |
| 34    | Роопе Вестеринен      | Нападающий | 177      | 79      | 12 января 2006 (19 лет)  | ХПК          |
| 36    | Хейкки Руохонен       | Нападающий | 185      | 89      | 19 июня 2006 (18 лет)    | Киекко-Эспоо |
| 37    | Маркус Лопонен        | Нападающий | 185      | 84      | 17 июня 2006 (18 лет)    | Кярпят       |

| Должность         | Имя             | Гражданство | Дата рождения           |
| ----------------- | --------------- | ----------- | ----------------------- |
| Главный тренер    | Марко Кауппинен | Финляндия   | 23 марта 1979 (46 лет)  |
| Ассистент тренера | Маркку Эрхольтц | Финляндия   | 16 июня 1976 (48 лет)   |
| Ассистент тренера | Юкка Хентунен   | Финляндия   | 3 мая 1974 (51 год)     |
| Ассистент тренера | Яакко Хейккиля  | Финляндия   | 27 апреля 1986 (39 лет) |

## Выступление на крупнейших турнирах

### Чемпионат Европы среди юниорских команд(U-19 / U-18)
| Чемпионат | Место проведения                                        | Место     |
| --------- | ------------------------------------------------------- | --------- |
| ЮЧЕ 1967  | СССР (Ярославль)                                        | Серебро   |
| ЮЧЕ 1968  | Финляндия (Тампере, Хельсинки)                          | 4-е место |
| ЮЧЕ 1969  | ФРГ (Гармиш-Партенкирхен, Фюссен, Бад-Тёльц)            | 4-е место |
| ЮЧЕ 1970  | Швейцария (Женева)                                      | 4-е место |
| ЮЧЕ 1971  | Чехословакия (Прешов)                                   | 4-е место |
| ЮЧЕ 1972  | Швеция (Шеллефтео, Лулео, Буден)                        | 4-е место |
| ЮЧЕ 1973  | СССР (Ленинград)                                        | 4-е место |
| ЮЧЕ 1974  | Швейцария (Херизау, Аппенцелль-Аусерроден)              | Бронза    |
| ЮЧЕ 1975  | Франция (Гренобль)                                      | 4-е место |
| ЮЧЕ 1976  | Чехословакия (Копршивнице, Опава)                       | Бронза    |
| ЮЧЕ 1977  | ФРГ (Бремерхафен, Бремен)                               | 4-е место |
| ЮЧЕ 1978  | Финляндия (Хельсинки, Вантаа)                           | Золото    |
| ЮЧЕ 1979  | Польша (Тыхы, Катовице)                                 | Серебро   |
| ЮЧЕ 1980  | Чехословакия (Градец-Кралове)                           | 4-е место |
| ЮЧЕ 1981  | СССР (Минск)                                            | 4-е место |
| ЮЧЕ 1982  | Швеция (Энгельхольм, Тюринге)                           | 4-е место |
| ЮЧЕ 1983  | Норвегия (Осло)                                         | Серебро   |
| ЮЧЕ 1984  | ФРГ (Розенхайм, Гармиш-Партенкирхен, Фюссен, Бад-Тёльц) | 4-е место |
| ЮЧЕ 1985  | Франция (Англет)                                        | 5-е место |
| ЮЧЕ 1986  | ФРГ (Дюссельдорф, Ратинген, Крефельд)                   | Золото    |
| ЮЧЕ 1987  | Финляндия (Тампере, Коувола, Хямеэнлинна)               | 4-е место |
| ЮЧЕ 1988  | Чехословакия (Фридек-Мистек, Всетин, Оломоуц, Пршеров)  | Серебро   |
| ЮЧЕ 1989  | СССР (Киев)                                             | Бронза    |
| ЮЧЕ 1990  | Швеция (Эрншёльдсвик, Соллефтео)                        | 4-е место |
| ЮЧЕ 1991  | Чехословакия (Спишска-Нова-Вес, Прешов)                 | Бронза    |
| ЮЧЕ 1992  | Норвегия (Лиллехаммер, Хамар)                           | 4-е место |
| ЮЧЕ 1993  | Польша (Новы-Тарг, Освенцим)                            | 4-е место |
| ЮЧЕ 1994  | Финляндия (Йювяскюля)                                   | 4-е место |
| ЮЧЕ 1995  | Германия (Берлин)                                       | Золото    |
| ЮЧЕ 1996  | Россия (Уфа)                                            | Серебро   |
| ЮЧЕ 1997  | Чехия (Зноймо, Тршебич)                                 | Золото    |
| ЮЧЕ 1998  | Швеция (Мура, Малунг)                                   | Серебро   |

Источники:,

### Чемпионат мира среди юниорских команд(U-18)
| Чемпионат | Место проведения                              | Место                                         |                                               |
| --------- | --------------------------------------------- | --------------------------------------------- | --------------------------------------------- |
| ЮЧМ 1999  | Германия (Фюссен, Кауфбойрен)                 | Золото                                        |                                               |
| ЮЧМ 2000  | Швейцария (Клотен, Вайнфельден)               | Золото                                        |                                               |
| ЮЧМ 2001  | Финляндия (Лахти, Хейнола, Хельсинки)         | Бронза                                        |                                               |
| ЮЧМ 2002  | Словакия (Пьештяни, Трнава)                   | 4-е место                                     |                                               |
| ЮЧМ 2003  | Россия (Ярославль)                            | 7-е место                                     |                                               |
| ЮЧМ 2004  | Беларусь (Минск)                              | 7-е место                                     |                                               |
| ЮЧМ 2005  | Чехия (Ческе-Будеёвице, Пльзень)              | 7-е место                                     |                                               |
| ЮЧМ 2006  | Швеция (Хальмстад, Энгельхольм)               | Серебро                                       |                                               |
| ЮЧМ 2007  | Финляндия (Тампере, Раума)                    | 7-е место                                     |                                               |
| ЮЧМ 2008  | Россия (Казань)                               | 6-е место                                     |                                               |
| ЮЧМ 2009  | США (Фарго, Мурхед)                           | Бронза                                        |                                               |
| ЮЧМ 2010  | Беларусь (Минск, Бобруйск)                    | Бронза                                        |                                               |
| ЮЧМ 2011  | Германия (Криммичау, Дрезден)                 | 5-е место                                     |                                               |
| ЮЧМ 2012  | Чехия (Брно, Зноймо, Бржецлав)                | 4-е место                                     |                                               |
| ЮЧМ 2013  | Россия (Сочи)                                 | Бронза                                        |                                               |
| ЮЧМ 2014  | Финляндия (Лаппеэнранта, Иматра)              | 6-е место                                     |                                               |
| ЮЧМ 2015  | Швейцария (Цуг, Люцерн)                       | Серебро                                       |                                               |
| ЮЧМ 2016  | США (Гранд-Форкс)                             | Золото                                        |                                               |
| ЮЧМ 2017  | Словакия (Попрад, Спишска-Нова-Вес)           | Серебро                                       |                                               |
| ЮЧМ 2018  | Россия (Челябинск, Магнитогорск)              | Золото                                        |                                               |
| ЮЧМ 2019  | Швеция (Эрншёльдсвик, Умео)                   | 7-е место                                     |                                               |
| ЮЧМ 2020  | Чемпионат был отменён из-за пандемии COVID-19 | Чемпионат был отменён из-за пандемии COVID-19 | Чемпионат был отменён из-за пандемии COVID-19 |
| ЮЧМ 2021  | США (Фриско, Плейно)                          | 4-е место                                     |                                               |
| ЮЧМ 2022  | Германия (Кауфбойрен, Ландсхут)               | Бронза                                        |                                               |
| ЮЧМ 2023  | Швейцария (Базель, Поррантрюи)                | 5-е место                                     |                                               |
| ЮЧМ 2024  | Финляндия (Эспоо, Вантаа)                     | 5-е место                                     |                                               |
| ЮЧМ 2025  | США (Фриско, Аллен)                           | 5-е место                                     |                                               |

### Кубок Глинки / Гретцки(U-18)
| Чемпионат | Место проведения                                | Место                                      |                                            |
| --------- | ----------------------------------------------- | ------------------------------------------ | ------------------------------------------ |
| 1991      | Япония (Саппоро, Йокогама)                      | Не участвовала                             |                                            |
| 1992      | Япония (Токио)                                  | Не участвовала                             |                                            |
| 1993      | Япония (Йокогама)                               | Не участвовала                             |                                            |
| 1994      | Мексика (Мехико)                                | Не участвовала                             |                                            |
| 1995      | Япония (Йокогама)                               | Не участвовала                             |                                            |
| 1996      | Канада (Нельсон, Каслгар)                       | Бронза                                     |                                            |
| 1997      | Чехия (Йиглава, Ждяр-над-Сазавоу, Зноймо)       | Не участвовала                             |                                            |
| 1998      | Словакия (Братислава, Трнава)                   | Не участвовала                             |                                            |
| 1999      | Чехия (Гавличкув-Брод, Тршебич, Зноймо)         | Не участвовала                             |                                            |
| 2000      | Словакия (Кежмарок)                             | Не участвовала                             |                                            |
| 2001      | Чехия (Колин, Млада-Болеслав, Нимбурк)          | Не участвовала                             |                                            |
| 2002      | Чехия (Бржецлав) / Словакия (Пьештяни)          | 8-е место                                  |                                            |
| 2003      | Чехия (Бржецлав) / Словакия (Пьештяни)          | 7-е место                                  |                                            |
| 2004      | Чехия (Бржецлав, Годонин) / Словакия (Пьештяни) | 7-е место                                  |                                            |
| 2005      | Чехия (Бржецлав) / Словакия (Пьештяни)          | Бронза                                     |                                            |
| 2006      | Чехия (Бржецлав) / Словакия (Пьештяни)          | 8-е место                                  |                                            |
| 2007      | Чехия (Годонин) / Словакия (Пьештяни)           | Серебро                                    |                                            |
| 2008      | Чехия (Годонин) / Словакия (Пьештяни)           | 4-е место                                  |                                            |
| 2009      | Чехия (Бржецлав) / Словакия (Пьештяни)          | 8-е место                                  |                                            |
| 2010      | Чехия (Бржецлав) / Словакия (Пьештяни)          | 7-е место                                  |                                            |
| 2011      | Чехия (Бржецлав) / Словакия (Пьештяни)          | 4-е место                                  |                                            |
| 2012      | Чехия (Бржецлав) / Словакия (Пьештяни)          | Серебро                                    |                                            |
| 2013      | Чехия (Бржецлав) / Словакия (Пьештяни)          | 5-е место                                  |                                            |
| 2014      | Чехия (Бржецлав) / Словакия (Пьештяни)          | 5-е место                                  |                                            |
| 2015      | Чехия (Бржецлав) / Словакия (Братислава)        | 4-е место                                  |                                            |
| 2016      | Чехия (Бржецлав) / Словакия (Братислава)        | 6-е место                                  |                                            |
| 2017      | Чехия (Бржецлав) / Словакия (Братислава)        | 6-е место                                  |                                            |
| 2018      | Канада (Эдмонтон, Ред-Дир)                      | 7-е место                                  |                                            |
| 2019      | Чехия (Бржецлав) / Словакия (Братислава)        | 4-е место                                  |                                            |
| 2020      | Турнир был отменён из-за пандемии COVID-19      | Турнир был отменён из-за пандемии COVID-19 | Турнир был отменён из-за пандемии COVID-19 |
| 2021      | Чехия (Бржецлав) / Словакия (Пьештяни)          | 4-е место                                  |                                            |
| 2022      | Канада (Ред-Дир)                                | Бронза                                     |                                            |
| 2023      | Чехия (Бржецлав) / Словакия (Тренчин)           | 4-е место                                  |                                            |
| 2024      | Канада (Эдмонтон)                               | 7-е место                                  |                                            |
| 2025      |                                                 |                                            |                                            |

### Европейский юношеский олимпийский фестиваль(U-17)
| Чемпионат | Место проведения               | Место          |
| --------- | ------------------------------ | -------------- |
| 1997      | Швеция (Сундсвалль)            | Бронза         |
| 1999      | Словакия (Попрад, Татры)       | Золото         |
| 2001      | Финляндия (Вуокатти)           | Бронза         |
| 2003      | Словения (Блед)                | Бронза         |
| 2005      | Швейцария (Монте)              | —              |
| 2007      | Испания (Хака)                 | Серебро        |
| 2009      | Польша (Тыхы)                  | Бронза         |
| 2011      | Чехия (Либерец)                | Серебро        |
| 2013      | Румыния (Брашов)               | Золото         |
| 2015      | Австрия (Шрунс)                | Бронза         |
| 2017      | Турция (Эрзурум)               | Не участвовала |
| 2019      | Босния и Герцеговина (Сараево) | Бронза         |
| 2022      | Финляндия (Вуокатти, Каяани)   | Золото         |
| 2023      | Италия (Удине)                 | Бронза         |
| 2025      | Грузия (Боржоми, Бакуриани)    | Не участвовала |

Источники:

### Мировой кубок вызова(U-17)
| Чемпионат   | Место проведения | Место                                      |                                            |
| ----------- | --- | ------------------------------------------ | ------------------------------------------ |
| 1986        | Квебек (Квебек Сити) | —                                          |                                            |
| 1988        | Квебек (Квебек Сити) | 5-е место                                  |                                            |
| 1990        | Квебек (Квебек Сити) | Золото                                     |                                            |
| 1992        | Онтарио (Садбери) | 6-е место                                  |                                            |
| 1994        | Квебек (Амос) | 8-е место                                  |                                            |
| 1995        | Нью-Брансуик (Монктон) | Серебро                                    |                                            |
| 1997        | Альберта (Ред-Дир) | 7-е место                                  |                                            |
| 1998 I      | Онтарио (Китченер) | Не участвовала                             |                                            |
| 1998 II     | Саскачеван (Суифт-Каррент) | Бронза                                     |                                            |
| 2000        | Онтарио (Тимминс, Шапло, Кокран, Хэйлибери, Херст, Капускейсинг, Кирклэнд-Лейк, Нью-Лискерд, Смут-Рок-Фоллс) / Квебек (Руэн-Норанда) | 9-е место                                  |                                            |
| 2001        | Новая Шотландия (Нью-Гласгоу, Труро)                                                                                                 | 6-е место                                  |                                            |
| 2002        | Манитоба (Селкирк, Стонуолл) | 10-е место                                 |                                            |
| 2004        | Ньюфаундленд и Лабрадор (Сент-Джонс, Маунт-Перл)                                                                                     | 7-е место                                  |                                            |
| 2005        | Альберта (Летбридж) | 6-е место                                  |                                            |
| 2006        | Саскачеван (Балгони, Форт Ку'Аппель, Индиан-Хед, Майлстоун, Мус-Джо, Реджайна, Саути, Уэйберн)                                       | 8-е место                                  |                                            |
| 2008        | Онтарио (Лондон, Лукан Биддальф, Сент-Томас, Стратфорд, Стратрой-Карадок, Вудсток)                                                   | 6-е место                                  |                                            |
| 2009        | Британская Колумбия (Кэмпбелл-Ривер, Кортни, Данкан, Нанаймо, Парксвилл, Порт-Алберни)                                               | 10-е место                                 |                                            |
| 2010        | Онтарио (Тимминс, Ироквойс Фоллс, Кокран, Капускейсинг, Кирклэнд-Лейк, Нью-Лискерд)                                                  | 10-е место                                 |                                            |
| 2011        | Манитоба (Виннипег, Портидж-ла-Прери)                                                                                                | 7-е место                                  |                                            |
| 2012        | Онтарио (Уинсор, Текумсе, Ла-Салль)                                                                                                  | Не участвовала                             |                                            |
| 2013        | Квебек (Драммондвилл, Викториавилл)                                                                                                  | 7-е место                                  |                                            |
| 2014 (янв.) | Новая Шотландия (Сидни, Норт-Сидни, Порт-Хоксбери, Кейп-Бретон)                                                                      | Не участвовала                             |                                            |
| 2014 (ноя.) | Онтарио (Сарния, Лэмбтон-Шорс) | 4-е место                                  |                                            |
| 2015        | Британская Колумбия (Досон-Крик, Форт-Сент-Джон)                                                                                     | 5-е место                                  |                                            |
| 2016        | Онтарио (Су-Сент-Мари) | 7-е место                                  |                                            |
| 2017        | Британская Колумбия (Досон-Крик, Форт-Сент-Джон)                                                                                     | 6-е место                                  |                                            |
| 2018        | Нью-Брансуик (Куиспамсис, Сент-Джон)                                                                                                 | Серебро                                    |                                            |
| 2019        | Альберта (Медисин-Хат) / Саскачеван (Суифт-Каррент)                                                                                  | 6-е место                                  |                                            |
| 2020        | Турнир был отменён из-за пандемии COVID-19                                                                                           | Турнир был отменён из-за пандемии COVID-19 | Турнир был отменён из-за пандемии COVID-19 |
| 2021        | Турнир был отменён из-за пандемии COVID-19                                                                                           | Турнир был отменён из-за пандемии COVID-19 | Турнир был отменён из-за пандемии COVID-19 |
| 2022        | Британская Колумбия (Лэнгли, Делта)                                                                                                  | Бронза                                     |                                            |
| 2023        | Остров Принца Эдуарда (Шарлоттаун, Саммерсайд)                                                                                       | 6-е место                                  |                                            |
| 2024        | Онтарио (Сарния) | 5-е место                                  |                                            |
| 2025        | Новая Шотландия (Труро) |                                            |                                            |

Источники:

### Юношеские Олимпийские игры(U-16)
| Чемпионат | Место проведения            | Место     |
| --------- | --------------------------- | --------- |
| ЮОИ 2012  | Австрия (Инсбрук)           | Золото    |
| ЮОИ 2016  | Норвегия (Лиллехаммер)      | 4-е место |
| ЮОИ 2020  | Швейцария (Лозанна)         | 4-е место |
| ЮОИ 2024  | Республика Корея (Канвондо) | Бронза    |

Источники: